# Батарея на расплавах солей
Батарея на расплавах солей (также называемая «аккумулятор на расплавах солей», «термальная батарея») — это аккумулятор, в котором в качестве электролита используются расплавленные соли. Такие аккумуляторы обеспечивают как высокую плотность энергии, так и высокую удельную мощность. Традиционные неперезаряжаемые термальные батареи могут храниться в твёрдом состоянии при комнатной температуре в течение длительного периода времени до активировации путём нагрева. Перезаряжаемые жидкометаллические батареи используются для промышленного резервного питания, электромобилей и для хранения энергии в сети, чтобы сбалансировать прерывистые возобновляемые источники энергии, такие как солнечные батареи и ветрогенераторы.

## История
Термальные батареи возникли во время Второй мировой войны, когда немецкий учёный Георг Отто Эрб разработал первые элементы, использующие смесь солей в качестве электролита. Эрб разработал батареи для военного применения, в том числе для ракет Фау-1 и Фау-2. Ни одна из этих батарей не использовалась в полевых условиях во время войны. После окончания второй мировой войны технология Эрба была передана в отдел разработки боеприпасов США Национального бюро стандартов. В Соединённых Штатах 1946 году она была немедленно применена для замены проблемных систем на жидкой основе, которые ранее использовались для электропитания артиллерийских неконтактных взрывателей. Технология Эрба использовалась для боеприпасов (например, бесконтактные взрыватели), а затем в ядерном оружии. Также технология изучалась исследователями в 1980-х годах для использования в электромобилях.
В исследовании 2021 года сообщалось о стабильной работе элемента при температуре 110° в течение 400 циклов. Ячейка работала при напряжении 3,6 вольта. Жидкий металлический натрий проходил через керамический сепаратор, достигая смеси жидкого йодида натрия и хлорида галлия, называемой католитом. Ожидалось, что высокая цена на хлорид галлия удержит эту конструкцию от коммерческого использования.

## Перезаряжаемые батареи
С середины 1960-х годов было проведено много опытно-конструкторских работ по перезаряжаемым батареям с использованием натрия (Na) в качестве отрицательных электродов. Натрий привлекателен из-за его высокого восстановительного потенциала -2,71 вольта, небольшого веса, относительной доступности и низкой стоимости. Для создания практичных батарей натрий должен быть в жидкой форме. Температура плавления натрия составляет 98 °C (208 °F). Это означает, что батареи на основе натрия работают при температуре от 245 до 350 °C (от 470 до 660 °F).  В исследованиях изучались комбинации металлов при рабочих температурах 200 °C (390 °F) и комнатной температуре.

### Натрий-серный аккумулятор
Основная статья: Натрий-серный аккумулятор
В натрий-серной батарее (NaS-батарее) наряду с литий-серной батареей используются дешёвые и широко распространённые электродные материалы. Это была первая промышленная щелочнометаллическая батарея. В ней использовалась жидкая сера для положительного электрода и керамическая трубка из твёрдого электролита из бета-глинозема (BASE). Проблемой была коррозия изоляторов, потому что они постепенно становились проводящими, и скорость саморазряда увеличивалась.
Из-за их высокой удельной мощности батареи NaS были предложены для космической техники.  Батарея NaS была успешно испытана в миссии космического корабля "Шаттл" STS-87 в 1997 году, но в серийное производство не пошла. Батареи NaS были предложены для использования в высокотемпературной среде Венеры.
Консорциум, сформированный TEPCO (Tokyo Electric Power Co.) и NGK (NGK Insulators Ltd.), в 1983 году заявил о своей заинтересованности в исследовании батареи NaS и с тех пор стал основной движущей силой разработки этого типа. Компания TEPCO выбрала батарею NaS, поскольку все её составляющие элементы (натрий, сера и керамика) широко распространены в Японии. Первые крупномасштабные полевые испытания были проведены на подстанции TEPCO в Цунасиме в период с 1993 по 1996 год с использованием аккумуляторных батарей 3  ×  2 МВт, 6,6 кВ. На основе результатов этого испытания были разработаны улучшенные аккумуляторные модули, которые поступили в продажу в 2000 году. Коммерческий блок аккумуляторов NaS предлагает:
- Емкость: 25–250 кВтч на банк
- КПД 87%
- Срок службы 2500 циклов при 100% глубине разряда или 4500 циклов при 80% глубине разряда.

### Натрий-никельхлоридный аккумулятор (Zebra)
Низкотемпературный  вариант аккумуляторов с расплавленной солью был разработан в 1985 г. для аккумуляторов ZEBRA (первоначально «Исследование цеолитовых аккумуляторов в Африке»; позже «Исследования аккумуляторов с нулевым уровнем выбросов»), первоначально разработанных для электромобилей. В аккумуляторе используется NaAlCl 4 с керамическим электролитом из Na + -бета-глинозема Na - NiCl.
Батарея работает при 245 °C и использует в качестве электролита расплавленный тетрахлоралюминат натрия (NaAlCl), который имеет температуру плавления 157 °C. Отрицательный электрод представляет собой расплавленный натрий. Положительный электрод представляет собой никель в разряженном состоянии и хлорид никеля в заряженном состоянии. Поскольку никель и хлорид никеля почти нерастворимы в нейтральных и основных расплавах, допускается контакт, обеспечивающий небольшое сопротивление переносу заряда. Поскольку и NaAlCl и Na являются жидкими при рабочей температуре, для отделения жидкого натрия от расплавленного NaAlCl используется натрий-проводящая керамика из β-оксида алюминия.
Первичные элементы, используемые в производстве этих батарей, имеют гораздо более высокие мировые запасы и годовое производство, чем литий.

### Жидкометаллические батареи
Профессор Дональд Садоуэй из Массачусетского технологического института стал пионером в исследовании аккумуляторных батарей из жидкого металла, используя как магний-сурьму, так и свинец-сурьму . Слои электрода и электролита нагревают до тех пор, пока они не станут жидкими и не разделятся из-за плотности и несмешиваемости. Такие батареи могут иметь более длительный срок службы, чем обычные батареи, поскольку электроды проходят цикл создания и разрушения во время цикла заряда-разряда, что делает их невосприимчивыми к деградации, которая поражает электроды обычных батарей.
Технология была предложена в 2009 году на основе разделения магния и сурьмы расплавленной солью.  Магний был выбран в качестве отрицательного электрода из-за его низкой стоимости и низкой растворимости в расплавленном солевом электролите. Сурьма была выбрана в качестве положительного электрода из-за ее низкой стоимости и более высокого ожидаемого напряжения разряда.

## Неперезаряжаемые батареи

### Технология
В неперезаряжаемых термальных батареях используется электролит, который при температуре окружающей среды является твердым и неактивным. Эти батареи могут храниться длительное время (более 50 лет), но при этом обеспечивают полную мощность в любой момент, когда это необходимо. После активации они обеспечивают всплеск высокой мощности в течение короткого периода времени (от нескольких десятков секунд до 60 минут и более) с выходной мощностью от ватт до киловатт. Высокая мощность обусловлена высокой ионной проводимостью расплавленной соли (что приводит к низкому внутреннему сопротивлению), которое на три порядка (или более) больше, чем у серной кислоты в свинцово-кислотном автомобильном аккумуляторе.
Для инициирования электрохимической реакции в одной из конструкций используется плавкая полоска (содержащая хромат бария и порошкообразный металлический цирконий в керамической бумаге) вдоль края нагревательных таблеток. Полоса обычно запускается электрическим воспламенителем или пиропатроном, который активируется электрическим током.
В другой конструкции используется центральное отверстие в середине батареи, в которое высокоэнергетический электрический воспламенитель запускает смесь горячих газов и раскалённых частиц. Это позволяет значительно сократить время активации (десятки миллисекунд) по сравнению с сотнями миллисекунд для конструкции с краевой полосой. Активация батареи может быть выполнена с помощью ударного капсюля, похожего на гильзу дробовика. Источник тепла должен быть безгазовым. Стандартный источник тепла обычно состоит из смесей порошка железа и перхлората калия в весовых соотношениях 88/12, 86/14 или 84/16. Чем выше уровень перхлората калия, тем выше тепловая мощность (номинально 200, 259 и 297 кал./г соответственно). Это свойство хранения в неактивированном состоянии имеет двойное преимущество: предотвращается повреждение активных материалов во время хранения и исключается потеря ёмкости из-за саморазряда до тех пор, пока батарея не будет активирована.
В 1980-х годах аноды из сплава лития заменили аноды из кальция или магния. Катоды — из хромата кальция, оксидов ванадия или вольфрама. Литий-кремниевые сплавы предпочтительнее более ранних литий-алюминиевых сплавов. Катод для использования с анодами из литиевого сплава в основном представляет собой дисульфид железа (пирит), либо дисульфид кобальта для мощных батарей. Электролит обычно представляет собой эвтектическую смесь хлорида лития и хлорида калия.
Совсем недавно для обеспечения более длительного срока службы также использовались другие легкоплавкие эвтектические электролиты на основе бромида лития, бромида калия и хлорида лития или фторида лития; они также являются лучшими проводниками. Так называемый «полностью литиевый» электролит на основе хлорида лития, бромида лития и фторида лития (без солей калия) также используется для мощных батарей из-за его высокой ионной проводимости. Радиоизотопный термогенератор, например, в виде таблеток 90 SrTiO 4, можно использовать для долговременного подвода тепла к аккумулятору после активации, поддерживая его в расплавленном состоянии.

### Применение
Тепловые батареи используются почти исключительно в военных целях, в основном для ядерного оружия  и управляемых ракет. Они являются основным источником питания для многих ракет, таких как AIM-9 Sidewinder, AIM-54 Phoenix, MIM-104 Patriot, BGM-71 TOW, BGM-109 Tomahawk и других. В этих батареях электролит иммобилизуется при расплавлении оксидом магния, который удерживает его на месте за счёт капиллярного действия. Эта порошкообразная смесь прессуется в гранулы, чтобы сформировать разделитель между анодом и катодом каждого элемента в аккумуляторной батарее. Пока электролит (соль) твёрдый, аккумулятор инертен и остается неактивным. Каждая ячейка также содержит пиротехнический источник тепла, который используется для нагрева ячейки до типичной рабочей температуры 400–550 °C.